# Nuoto ai XVII Giochi paralimpici estivi - Uomini 150 metri misti
Le gare di nuoto 150 metri misti maschili ai XVII Giochi paralimpici estivi si sono svolte il 1º settembre 2024 alla Paris La Défense Arena.

## Programma
Sono stati disputati due eventi nella medesima giornata, articolati in una serie di batterie di qualificazione in mattinata e dalla relativa finale, effettuata in serata.

## Risultati
Tutti i tempi sono espressi in minuti e secondi.

### SM3
In finale Gabriel Geraldo dos Santos Araújo ha migliorato il record del mondo della classe a cui appartiene (la SM2) con più di un secondo di margine, record che aveva già ottenuto nella seconda batteria di qualificazione completando la gara in 3:15,06.
| Pos. | Atleta                                  | Nazione   | Tempo   | Note            |
| ---- | --------------------------------------- | --------- | ------- | --------------- |
|      | Josia Tim Alexander Topf                | Germania  | 3:00,16 |                 |
|      | Ahmed Kelly                             | Australia | 3:02,16 |                 |
|      | Grant Patterson                         | Australia | 3:06,94 |                 |
| 4    | Gabriel Geraldo dos Santos Araújo (SM2) | Brasile   | 3:14,02 | Record mondiale |
| 5    | Arnulfo Castorena                       | Messico   | 3:15,47 |                 |
| 6    | Umut Ünlü                               | Turchia   | 3:18,00 |                 |
| 7    | Marcos Rafael Zarate Rodriguez          | Messico   | 3:19,31 |                 |
| –    | Daniel Ferrer Robles                    | Spagna    | –       | squalificato    |

### SM4
| Pos. | Atleta                         | Nazione                     | Tempo   | Note                |
| ---- | ------------------------------ | --------------------------- | ------- | ------------------- |
|      | Roman Zhdanov                  | Atleti Paralimpici Neutrali | 2:23,03 |                     |
|      | Ami Omer Dadaon                | Israele                     | 2:30,50 |                     |
|      | Angel de Jesus Camacho Ramirez | Messico                     | 2:37,29 | Record panamericano |
| 4    | Jo Gi-seong                    | Corea del Sud               | 2:37,45 |                     |
| 5    | Dimitri Granjux                | Francia                     | 2:48,38 |                     |
| 6    | Miguel Luque                   | Spagna                      | 2:51,96 |                     |
| 7    | Efrem Morelli                  | Italia                      | 2:53,61 |                     |
| –    | Gustavo Ramon Sánchez Martínez | Messico                     | –       | squalificato        |